# Nikolaj II. Gorjanski
Nikolaj II. Gorjanski  (madžarsko: Miklos Garay oz. Garai),  ogrski plemič, palatin, * ok. 1367, † 1433. 
Nikolaj II. Gorjanski je bil drugi sin Nikolaja I. in je postal ban Mačve, Usore, Soli (današnja Tuzla) in Slavonije, za časa kralja Sigismunda je pridobil naslov palatina Ogrske in kraljevega namestnika na Hrvaškem ali Bana Hrvaške.
Poročen je bil z Jeleno Lazarević, hčerko srbskega princa Lazarja, po njeni smrti pa je leta 1405 poročil z Ano Celjsko, drugo hčerko Hermana II Celjskega.

## Družina Gorjanskih
Ime družine izhaja iz njihovega gospostva Gorjani (madžarsko: Garay), sedaj kraj v Osješko-baranjski županiji v Hrvaški Baranji. Po izvoru je bila družina Gorjanskih madžarska, vendar ker so pogosto upravljali južne predele in dežele pod krono Sv. Štefana, se pogosto uporablja tudi hrvaški prevod njihovega družinskega imena.
Oče, Nikolaj I. Gorjanski (madžarsko: Garay Miklós), (hrvaško: Nikola Gorjanski), upravitelj mesta  Bratislava, je bil palatin Ogrske kraljevine. Leta 1385 je bil, v okviru borb za ogrski prestol med Sigismundom Luksemburškim in Neapeljskim kraljem s strani neapeljskih podpornikov pod vodstvom bana Lackovića, v zasedi ujet in obglavljen na lastnem gospostvu Gorjani (Gara).
Njegov prvi sin Ivan je bil upravnik banovin Temes in Požega. Nikolaj I. je dobro poročil svoji hčerki: Ilona se je poročila z magnatom Nicholasom Szechy-jem, Doroteja je poročila Nikolo Frankopana, bana Hrvaške in Dalmacije.

## Povezave
- http://genealogy.euweb.cz/hung/garai.html
- http://worldroots.com/brigitte/theroff/balkan.htm Arhivirano 2004-09-08 na Wayback Machine.

1. ↑  http://orthodoxwiki.org/Lazar_of_Serbia
2. ↑  [Medieval Hungarian genealogy]